# María José Zaldívar
Pour les articles homonymes, voir Zaldívar (homonymie).
Zaldívar  Larraín est un nom espagnol. Le premier nom de famille, en général paternel, est Zaldívar ; le second, en général maternel, souvent omis, est Larraín.
María José Zaldívar Larraín, née le 16 septembre 1975 à Santiago, est une avocate et femme politique chilienne, ministre du Travail et de la Protection sociale entre le 28 octobre 2019 et le 7 avril 2021, durant le second mandat présidentiel de Sebastián Piñera.

## Biographie
Elle est la fille d'Adolfo Zaldívar Larraín (1943-2013), ancien sénateur et ancien militant du Parti démocrate-chrétien (PDC) et du Parti régionaliste des indépendants (PRI),,,.
Elle est avocate, diplômée en droit de l'université pontificale catholique du Chili et diplômée en histoire. Elle possède également un master en droit public de l'université pontificale catholique du Chili.

## Carrière politique
À partir de 2005, elle travaille à la super-intendance de la Sécurité sociale, où elle exerce différents postes, avant d'être nommée super-intendante, poste qu'elle occupe entre 2010 et mai 2014. De 2014 à 2018, elle est directrice générale de la Corporation de recherche, études et développement de la Sécurité sociale (Ciedess). Entre 2018 et 2019, elle est sous-secrétaire à la Protection sociale.
Au sein de l'université pontificale catholique du Chili, elle fait partie de la chaire « Systèmes de bien-être » et, depuis 2014, elle est professeure du département de droit du Travail de cette université. À l'université Andrés Bello, elle enseigne les cours de « Logique et langage » et « Sources générales du droit », et à l'université du Développement, elle a été professeure de la matière « Sécurité sociale », avant d'y devenir professeure de droit du travail.
Le 28 octobre 2019, pendant les manifestations chiliennes, elle est nommée ministre du Travail et de la Protection sociale par le président Piñera, en remplacement de Nicolás Monckeberg.

## Publications
- Seguridad y salud en el trabajo, en collaboration avec Carmen Domínguez, publié dans IUS Labor, 2015.